# Gran Premio Horsens
El Gran Premio Horsens es una carrera ciclista de un día danesa. Creada en 2015, forma parte del UCI Europe Tour desde su creación, en categoría 1.2 hasta 2017 y 1.1 desde 2018. Discurre por los alrededores de la ciudad de Horsens. 

## Palmarés
| Año  | Ganador         | Segundo              | Tercero                |
| ---- | --------------- | -------------------- | ---------------------- |
| 2015 | Alexander Kamp  | Rasmus Guldhammer    | Asbjørn Kragh Andersen |
| 2016 | Alexander Kamp  | Arvid de Kleijn      | Stefan Djurhuus        |
| 2017 | Casper Pedersen | Rasmus Guldhammer    | Torkil Veyhe           |
| 2018 | Herman Dahl     | Steffen Christiansen | Magnus Bak Klaris      |

## Palmarés por países
| País      | Victorias |
| --------- | --------- |
| Dinamarca | 3         |
| Noruega   | 1         |